# Sao chổi Caesar
Sao chổi Caesar (mã đánh số C/-43 K1) – tên khác: Sao chổi lớn của năm 44 TCN – có lẽ là sao chổi nổi tiếng nhất của thời cổ đại. Sự xuất hiện trong bảy ngày của nó đã được người La Mã giải thích như là một dấu hiệu cho sự phong thần của nhà độc tài vừa bị ám sát trong năm đó, Julius Caesar (100–44 TCN).
Sao chổi Caesar là một trong năm sao chổi được biết đến là có cấp sao tuyệt đối là số âm (đối với một sao chổi, điều này nói đến cấp sao tuyệt đối với điều kiện sao chổi được quan sát ở khoảng cách 1 AU từ cả Trái Đất và Mặt Trời) và có thể đã là ngôi sao chổi ban ngày sáng nhất trong lịch sử từng được ghi lại. Sao chổi này không lặp lại và có lẽ đã tan rã. Giải pháp quỹ đạo parabol ước lượng rằng sao chổi này hiện tại đã ở khoảng cách 800 AU (120 tỷ km) tính từ Mặt Trời.

## Lịch sử

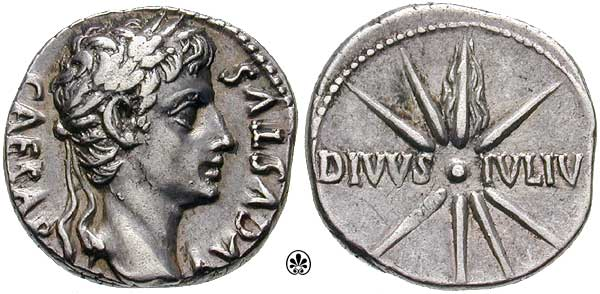
Các đồng xu dưới thời Augustus (c. 19–18 BC); Chữ bên trái: CAESAR AVGVSTVS, đầu Ceasar/Chữ bên phải: DIVVS IVLIV[S], với sao chổi 8 tia, đuôi ở trên.

Sao chổi Caesar được các nhà văn cổ đại biết đến như là Sidus Iulium ("Sao Julius") hoặc Caesaris astrum ("Sao Caesar"). Sao chổi sáng ngay trong cả ban ngày xuất hiện đột ngột trong suốt lễ hội được gọi là Ludi Victoriae Caesaris – trong đó lễ hội cho năm 44 BC đã được coi là tổ chức trong tháng 9 (một kết luận được rút ra bởi Sir Edmund Halley). Ngày lễ hội này đã được chuyển sang tháng 7 năm đó, 4 tháng sau khi Julius Caesar bị ám sát, và đây cũng là tháng sinh của chính Caesar. Theo Suetonius, khi lễ kỷ niệm được tiến hành, "một sao chổi đã tỏa sáng trong bảy ngày liên tiếp, nổi lên vào khoảng mười một giờ, và được tin là linh hồn của Caesar."

Sao chổi này đã trở thành một biểu tượng mạnh mẽ trong việc tuyên truyền chính trị để phát triển sự nghiệp của cháu trai của Caesar (và con nuôi) Augustus. "Ngôi đền của Julius vinh quang" đã được xây dựng (42 TCN) và dành riêng cho Augustus (29 TCN) với mục đích "thờ phụng sao chổi". (Nó còn được gọi là "Đền Sao chổi".)  Ở phía sau của ngôi đền một bức ảnh khổng lồ của Caesar đã được dựng lên, và theo Ovid, một ngôi sao chổi phát sáng được gắn lên đầu ông: 
Linh hồn đã cháy thành ngôi sao sáng mãi
Trên thành phố và các cổng thành Rome.